# Алісія Луртег
Алісія Луртег (ісп. Alicia Lourteig, 17 грудня 1913, Буенос-Айрес — 30 липня 2003, там само) — аргентинська та французька жінка-ботанік, всесвітньовідомий фахівець з Oxalidaceae.

## Біографія
Алісія Луртег народилася у Буенос-Айресі, її батьки походили з Франції та Аргентини. Вона вивчала фармацію та біохімію в Університеті Буенос-Айреса. Ступінь багалавра отримала 1932 року, а 1946 року отримала докторський ступінь.

## Наукова діяльність
Незважаючи на предмети, які вона вивчала в університеті, кар'єру Луртег зробила у ботаніці, займалася систематикою Lythraceae, Ranunculaceae, Mayacaceae та Oxalidaceae. Її наукові інтереси поширювалися на історію ботаніки Південної Америки та Антильських островів.
З 1938 по 1947 рік вона працювала ботаніком в Інституті Мігеля Лілло Національного університету Тукумана. Згодом вона перебралася до Дарвінівського Інституту Ботаніки у Сан-Ісідро. На стипендію постдока у неї була можливість вивчати набільші гербарії Америки та Європи, серед них Королівські ботанічні сади в К'ю, Великобританія (1948—1950) та гербарії у Стокгольмі (1950—1951), Копенгагені (1951), Бостоні (1952—1953) і Вашингтоні (1953).
1955 року Луртег за сприяння Французького національного центру наукових досліджень приєдналася до Національного музею природознавства у Парижі як куратор ботанічної колекції Нового Світу. Вона брала участь у доповненні «Flore de France» Іполіто Косте та перегляді Міжнародного кодексу ботанічної номенклатури. Луртег впорядкувала колекції, створені Еме Бонпланом (1773—1858), Хосе Селестіно Мутісом (1732—1808), Суріаном і Шарлем Плюм'є (1646—1704), які були у Паризькому музеї. 1979 року вона стала науковим співробітником музею.
У 1963—1964 та 1969 роках Луртег збирала рослинні матеріали у Південній Америці, а також у французькій Антарктиці.
Луртег була редактором журналу Lilloa.

## Публікації
Луртег була автором або співавтором понад 200 публікацій. Деякі з найважливіших:
- Piedrahita, SD; A Lourteig. (1991) Genesis De Una Flora. Ed. Academia Colombiana de Ciências Exactas, Fisicas y Naturales. 334 pp. ISBN 9589205011
- Lourteig, A. (1963) Flora del Uruguay, Mayacaceae, Zygophyllaceae, Celastraceae, Lythraceae, Primulaceae. Mus. Nac de Hist. Nat., Montevideo. 38 pp. 14 planchas
- Lourteig, A. (1956) Ranunculaceas de Sudamérica tropical pp. 19–88. Memoria, Soc. Ciências Naturales La Salle. 16: 43. Caracas
- Lourteig, A; CA O'Donell. (1955) Las celastráceas de Argentina y Chile. BA : Ministério de Agricultura y Ganadería, Serie: Publicación técnica, 15, pp 52
- Lourteig, A; CA O'Donell. (1943) Euphoriaceae of Argentina. Phyllantheae, Dalechampieae, Cluytiae, Manihoteae. Lilloa IX
- Lourteig, A; CA O'Donell. (1942) Acalypheae of Argentina (Euphorbiaceae) Lilloa VIII.

## Нагороди та почесті
- На XVI Міжнародному ботанічному конгресі Луртег отримала Нагороду Тисячоліття[7]
- Одне з озер Кергеленських островів у Французькій Антарктиді названо на її честь[8]
- на її честь названо доріжку в одному з біозаповідників Серро-де-Мар у Бразилії[7]
- її іменем названо близько 20 родів і видів рослин[8], включаючи Alicia W.R.Anderson родини Malpighiaceae[9], Lourteigia R.M. King & H. Rob. (родини Asteraceae)[10], також Lourtella S.A.Graham, Baas & Tobe родини Lythraceae[11].